# Die Dasslers – Pioniere, Brüder und Rivalen
Die Dasslers – Pioniere, Brüder und Rivalen ist ein zweiteiliger deutscher Fernsehfilm, der am 14. und 15. April 2017 im Ersten gesendet wurde.

## Handlung

### Teil eins
In Teil 1 überzeugen Adi und Rudi Dassler ihren Vater, den Familien-Schusterbetrieb zu verändern und Sportschuhe herzustellen. Trotz ihrer Verschiedenheit ergänzen sich die Brüder bei der Arbeit: Während Rudi die Expansion auch mit riskanten Krediten vorantreibt, entwickelt sein perfektionistischer Bruder immer bessere Modelle.
Ein Konflikt entbrennt, als Adi sich entschließt, noch mal in die Lehre zu gehen – Rudi fühlt sich in der Wirtschaftskrise mit dem Betrieb allein gelassen. Rudis Frau Friedl und Adis Frau Käthe sind loyal an der Seite ihrer Männer, aber auch das sorgt bisweilen für Zwietracht. Bei den Olympischen Spielen 1936 in Berlin möchten die Dasslers endlich Sieger in ihren Schuhen sehen. Dass sie den „farbigen“ amerikanischen Athleten und mehrfachen Goldmedaillengewinner Jesse Owens in einer Geheimaktion ausstatten, brüskiert die Nazi-Funktionäre.
Als 1939 der Zweite Weltkrieg ausbricht, wird Rudi an die Front einberufen und der Betrieb auf eine harte Probe gestellt. Das Misstrauen zwischen den Brüdern beginnt zu wachsen.

### Teil zwei
In Teil 2 kehrt Rudi aus dem Krieg zurück und es verhärten sich die Konflikte zwischen den Dassler-Brüdern. Sie beschließen ihr Unternehmen aufzuteilen. Adidas und Puma werden geboren. Ein harter Konkurrenzkampf um Sportler, Medaillen und Marktanteile entbrennt.
Als Sepp Herberger bei beiden anklopft, um sich für seine Dienste entlohnen zu lassen, macht Adi das Geschäft mit ihm, da Rudi sich mit dem geschäftstüchtigen Fußballtrainer angelegt hatte. Durch das „Wunder von Bern“ wird Adidas zur Siegermarke und der „Schuster der Nation“ zum Mythos. Der Wettstreit zwischen den Firmen wird immer erbitterter und der Ehrgeiz der Väter wird auf die beiden Söhne Horst und Armin übertragen.
Beide Söhne treiben den Konflikt auf eine weitere Ebene. Schwarzgeld, Korruption und Manipulation in Sportverbänden gehören für beide Seiten fortan zum Geschäft. Die beiden Gründerväter haben etwas in Gang gesetzt, was sie nicht mehr stoppen können. Rudis fortschreitende Krebskrankheit wird vielleicht zur letzten Chance der Brüder, sich endlich auszusöhnen.

## Hintergrund
Der Film wurde vom 21. September 2015 bis zum 5. Dezember 2015 in Prag und in Franken (Bayern) gedreht. Er hatte am 24. Juni 2016 auf dem Filmfest München Premiere. Im Vorfeld der Produktion fanden intensive Recherchearbeiten statt, um die Geschichte der Dasslers möglichst wahrheitsgetreu wiederzugeben. Als Quelle fungierte unter anderem auch die Adi & Käthe Dassler Memorial Foundation, welche zahlreiche Dokumente und Fotos aus der Zeit der Gebrüder Dassler und den Anfängen von adidas bereitstellte.

## Rezeption

### Kritiken
„«Die Dasslers – Pioniere, Brüder und Rivalen» gelang es damit, einen Zweiteiler zu schaffen, der in vielerlei Hinsicht preiswürdig ist. Dieser Erfolg fußt auf einem großartigen Skript, das die charakterlichen Veranlagungen seiner Protagonisten in Beziehung zu historischen Entwicklungen setzt und dem Zuschauer damit ein Gefühl für die Beweggründe und Handlungsweisen selbiger gibt. Gleichzeitig verfügt «Die Dasslers» über reichlich visuelle und narrative Zwischentöne, um den Film auch zum stilistischen Leckerbissen zu machen.“

„Besser als das kürzere RTL-Movie hat die ARD-Produktion das ideale Format für den Stoff gefunden. Und auch im Detail stimmt so gut wie alles: Besetzung, Dialoge, Ellipsen, Metaphern, Erzählrhythmus; es gibt Bilder und Sätze, die man nicht vergessen wird. Die Schauspieler durch die Maske (Birger Laube!) altern zu lassen, anstatt doppelt zu besetzen, war die vielleicht beste Produktionsidee – mit einem preiswürdigen Ergebnis.“

„In vielen großen Institutionen, seien sie wirtschaftlich, politisch oder kulturell ausgerichtet, findet man eine besondere Art der Doppelspitze: Ein brillanter Techniker, der im Hintergrund die eigentliche Arbeit macht; und ein charismatischer Lebemann, der das Ganze nach außen gut aussehen lässt. Schröder und Steinmeier. Jobs und Wozniak. Simon und Garfunkel. Diese Dynamik (und warum sie zwangsläufig zerbrechen muss) glaubhaft zu erzählen, das ist das eigentliche Verdienst dieses Zweiteilers. […] Es zeugt von guten Instinkten, dass sich Autor Christoph Silber und die Regisseure Cyrill Boss und Philipp Stennert auf eine klare Geschichte geeinigt haben und diese stringent durcherzählen.“

„Und so ist alles so engmaschig auf Brüder und Söhne ausgerichtet, dass es beim Rest nur um werbewirksames Name-Dropping gegangen sein kann – Król, Gastdorf, Levshin, Herzsprung, sie sind derartig unwichtig in den 180 Minuten, dass man sich fragt, wieso sie überhaupt dabei sind. Ihre darstellerische Wucht bekommt keinen Raum. Noch dazu haben die Sätze eine Qualität, dass es einer Beleidigung gleicht, wenn so großartige Schauspieler sie aufsagen müssen.
Werbepoesie, so spröde wie altes Leder fällt aus den Mündern der Figuren.“

### Einschaltquoten
Die Ausstrahlung des ersten Teils von Die Dasslers – Pioniere, Brüder und Rivalen am 14. April 2017 wurde in Deutschland von 3,52 Millionen Zuschauern gesehen und erreichte einen Marktanteil von 10,8 % für das Erste. Den zweiten Teil am 15. April 2017 sahen 3,23 Millionen Zuschauer und erreichte ebenfalls einen Marktanteil von 10,8 %.

### Auszeichnungen
- 2016: Bernd Burgemeister Fernsehpreis für den besten Fernsehfilm beim Filmfest München
- 2017: Deutscher Wirtschaftsfilmpreis 1. Platz für Die Dasslers – Pioniere, Brüder und Rivalen
- 2017: Auszeichnung der Deutschen Akademie für Fernsehen für das beste Kostümbild. Der Preis ging an Gabriele Binder.[10]